# Tommaso Brancaccio
Tommaso Brancaccio, auch Thomasio Brancatio († 8. September 1427 in Rom) war ein Kardinal der katholischen Kirche.

## Leben und Wirken

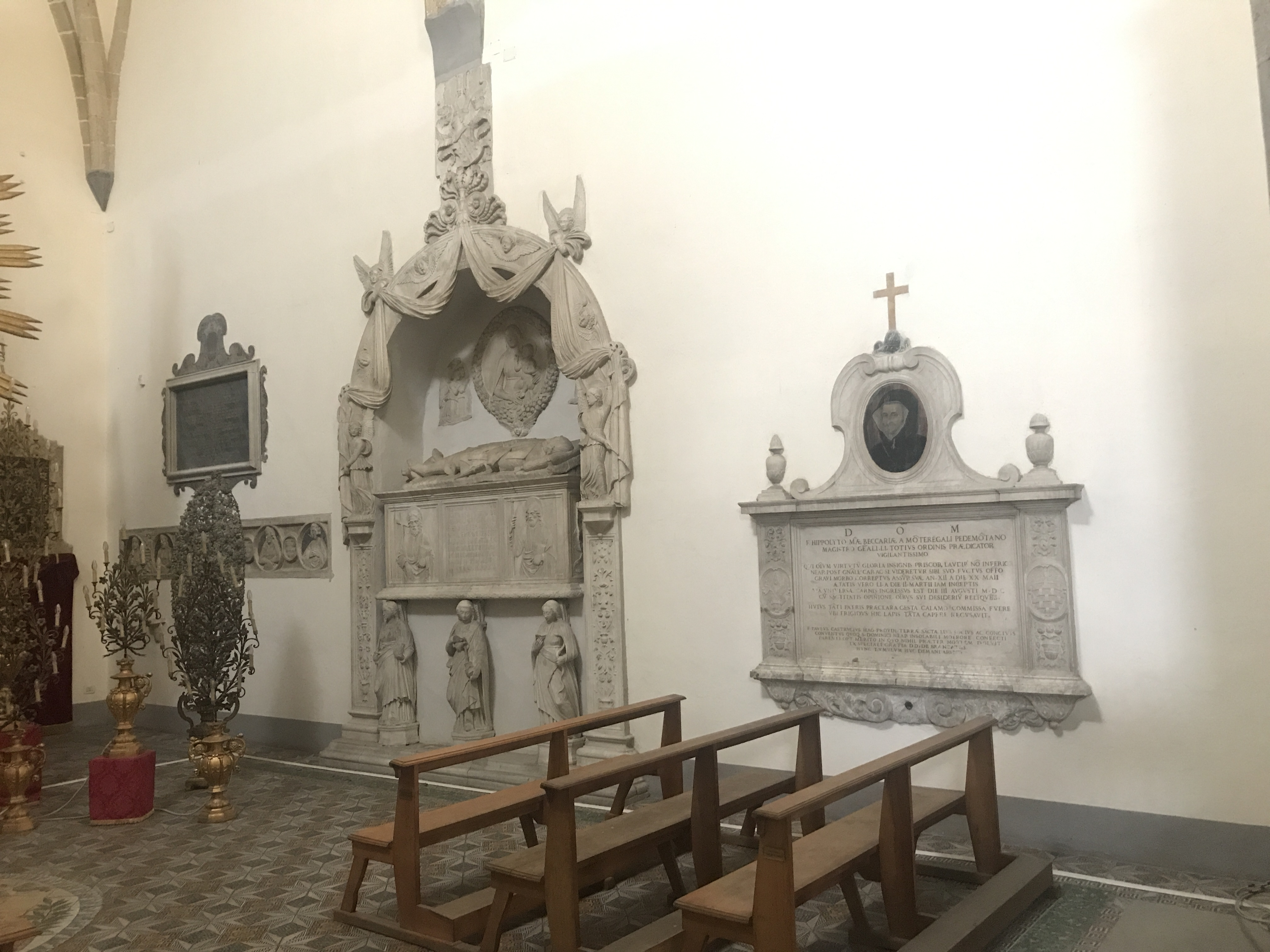
Grabmal des Kardinals (Mitte; Kirche San Domenico Maggiore, Neapel)

Brancaccio wuchs in Neapel auf und wurde von Gregor XII. zunächst zum Bischof von Pozzuoli (1405) ernannt, wenig später dann nach Tricarico transferiert (1405–1417, erneut seit 1419). Zu einem unbekannten Zeitpunkt wechselte er von der römischen zur Pisaner Obödienz. Gegenpapst Johannes XXIII., sein Onkel, ernannte ihn am 5. Juli 1411 zum Kardinalpriester.  Seine Titelkirche war dabei Santi Giovanni e Paolo, das Bistum Tricarico behielt er als Administrator bei. Über seine Stellung im Kardinalskollegium geben die Quellen keine Auskunft, mit wichtigen Aufträgen wurde er offensichtlich nicht betraut. Zwei weitere Kardinäle aus seiner Familie gehörten bereits dem Kollegium der Kardinäle an. Mit der gesamten Kurie Johannes XXIII. nahm er am Konzil von Konstanz teil. Er war bei der Eröffnungssitzung anwesend, spielte aber bei den Verhandlungen und in den Kommissionen keine Rolle mehr.
Im März 1415 folgte er seinem Papst nach Schaffhausen, kehrte aber im Mai nach Konstanz zurück. Als einziger Kardinal aus der römischen und Pisaner Obödienz weigerte er sich im Februar 1416, den am 13. Dezember 1415 geschlossenen Pakt von Narbonne zu beschwören, mit dem die spanischen Reiche sich dem Konzil anschlossen. Am Konklave, das am 11. November 1417 Martin V. wählte, hat er teilgenommen. Nach der Schlusssitzung des Konzils am 22. April 1418, bei der er in der Teilnehmerliste verzeichnet ist, scheint er sich stets an der päpstlichen Kurie aufgehalten zu haben. Seine Grabstätte, gestaltet von Jacopo della Pila, befindet sich in der Basilika San Domenico Maggiore in Neapel.